# Stjepan Wardanjan
Stjepan Hmajaki Wardanjan (armenisch Ստեփան Հմայակի Վարդանյան; * 10. Mai 1923 in Chigdamlu, heute Asatawan bei Artaschat, Armenien; † 10. August 2011) war ein sowjetischer Politiker und Schriftsteller.

## Leben
Er war Absolvent der Fakultät für Geschichte der Staatlichen Universität Jerewan und der Höheren Parteischule des Zentralkomitees der Kommunistischen Partei (1953). Von 1941 bis 1945 diente er in der Roten Armee. Ab 1947 arbeitete er als erster Sekretär des Artashat-Regionalkomitees der Union der Kommunistischen Partei Armeniens, ab 1949 war er Sekretär des Zentralkomitees der Union der Kommunistischen Partei Armeniens, ab 1953 war er Sekretär des Zentralkomitees der Kommunistischen Partei Armeniens. Ab 1956 war er Erster Sekretär des Regionalkomitees Kalinino der Kommunistischen Partei Armeniens, ab 1958 Leiter der Abteilung für Landwirtschaft und Organe des Zentralkomitees der Kommunistischen Partei Armeniens, ab 1961 Beschaffungsminister der Armenischen SSR. Ab 1962 war er Leiter einer Abteilung des Zentralkomitees der Kommunistischen Partei Armeniens, ab 1963 erster Sekretär des Parteikomitees der Artashat-Produktionsabteilung, ab 1964 Leiter der Propagandaabteilung des Zentralkomitees der Kommunistischen Partei Armeniens. Ab 1971 war Wardanjan Minister für Fleisch- und Milchindustrie der UdSSR. Ab 1958 war er Mitglied des Zentralkomitees der Kommunistischen Partei Armeniens, Abgeordneter des Obersten Sowjets des V. bis IX. Parteitags der Armenischen SSR.
Als Künstler hat er auf mehreren Gebieten gearbeitet und wurde Autor von acht Büchern: „Amerika wird dunkel“ (1966), „Warum sind seine Augen nass“ (1973), „Unser Dorf liegt am Ufer des Araks“ (1989), „Esther“ (1993), „Die Vision des Aufklärers“ (1993), „Die letzte Königin der toten Welt“ (1997), „Rauchende Kerzen“ (1999), „Die Götter werden nicht alt“ (2002). Wardanjans Stücke wurden in den Staatstheatern von Artaschat und Gjumri aufgeführt, die Radioaufführung seines Stücks „Kisakayaran“ wurde mit dem All-Unionspreis ausgezeichnet. Er hat mehrere Lieder geschrieben, die berühmtesten sind „Sirelis“ und „Nur für dich“.

## Auszeichnungen
- Orden des Roten Banners der Arbeit
- Zeichen der Ehre
- Orden der Völkerfreundschaft